# Liste der Directorate-Award-Gewinner bei Eishockey-Weltmeisterschaften der Frauen

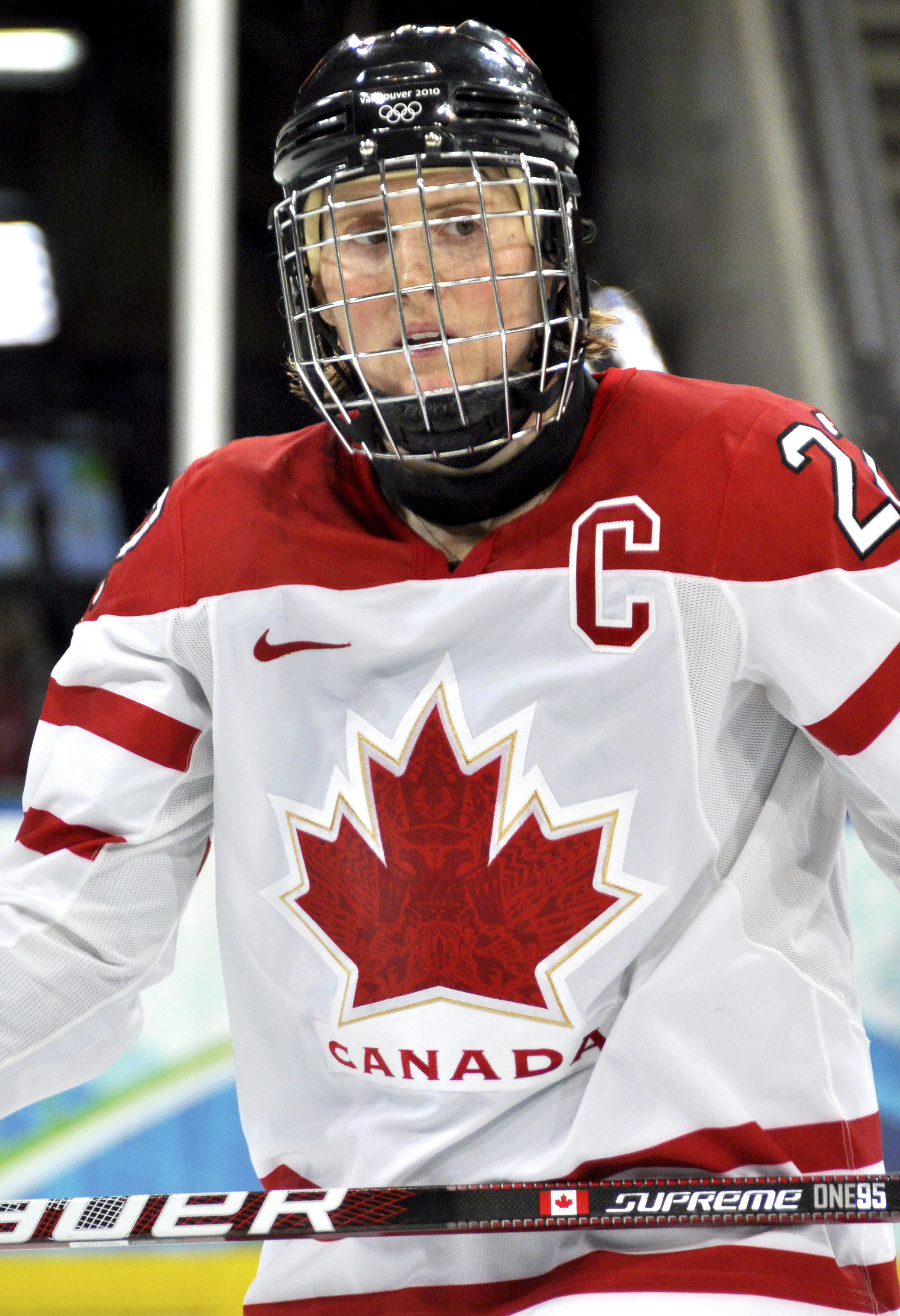
Hayley Wickenheiser wurde zweimal als beste Stürmerin und einmal als MVP ausgezeichnet.

Die IIHF-Eishockey-Weltmeisterschaft der Frauen wird in nicht-olympischen Jahren ausgetragen. Die erste Frauen-Weltmeisterschaft wurde 1990 ausgetragen, ab 1997 wurde diese jährlich (wenn keine Olympischen Winterspiele stattfinden) ausgetragen. Am Ende jedes Turniers werden individuelle Spielertrophäen (Directorate Awards) vergeben, dabei werden jeweils die beste Stürmerin, Verteidigerin, Torhüterin sowie die wertvollste Spielerin ausgezeichnet.
Das IIHF-Direktorium (directorate), welches über die Vergabe der Trophäen entscheidet, besteht aus je einem Mitglied aus jedem Teilnehmerland. Die Vergabe der Auszeichnungen erfolgt im Anschluss an das Finalspiel um die Goldmedaille.
Quelle: Hockey Canada
| Jahr | Beste Torhüterin                                                        | Beste Torhüterin                                                        | Beste Verteidigerin                                                     | Beste Verteidigerin                                                     | Bester Stürmerin                                                        | Bester Stürmerin                                                        | Most Valuable Player                                                    | Most Valuable Player                                                    |
| ---- | ----------------------------------------------------------------------- | ----------------------------------------------------------------------- | ----------------------------------------------------------------------- | ----------------------------------------------------------------------- | ----------------------------------------------------------------------- | ----------------------------------------------------------------------- | ----------------------------------------------------------------------- | ----------------------------------------------------------------------- |
| 1990 | Kelly Dyer                                                              | USA                                                                     | Dawn McGuire                                                            | Kanada                                                                  | Riikka Nieminen                                                         | Finnland                                                                | Dawn McGuire                                                            | Kanada                                                                  |
| 1992 | Annica Åhlén                                                            | Schweden                                                                | Geraldine Heaney                                                        | Kanada                                                                  | Cammi Granato                                                           | USA                                                                     | —                                                                       |                                                                         |
| 1994 | Erin Whitten                                                            | USA                                                                     | Geraldine Heaney                                                        | Kanada                                                                  | Riikka Nieminen                                                         | Finnland                                                                | —                                                                       |                                                                         |
| 1997 | keine Verleihung der Auszeichnungen                                     | keine Verleihung der Auszeichnungen                                     | keine Verleihung der Auszeichnungen                                     | keine Verleihung der Auszeichnungen                                     | keine Verleihung der Auszeichnungen                                     | keine Verleihung der Auszeichnungen                                     | keine Verleihung der Auszeichnungen                                     | keine Verleihung der Auszeichnungen                                     |
| 1998 | keine Austragung aufgrund der Olympischen Winterspiele                  | keine Austragung aufgrund der Olympischen Winterspiele                  | keine Austragung aufgrund der Olympischen Winterspiele                  | keine Austragung aufgrund der Olympischen Winterspiele                  | keine Austragung aufgrund der Olympischen Winterspiele                  | keine Austragung aufgrund der Olympischen Winterspiele                  | keine Austragung aufgrund der Olympischen Winterspiele                  | keine Austragung aufgrund der Olympischen Winterspiele                  |
| 1999 | Sami Jo Small                                                           | Kanada                                                                  | Kirsi Hänninen                                                          | Finnland                                                                | Jenny Schmidgall                                                        | USA                                                                     | —                                                                       |                                                                         |
| 2000 | Sami Jo Small                                                           | Kanada                                                                  | Angela Ruggiero                                                         | USA                                                                     | Katja Riipi                                                             | Finnland                                                                | —                                                                       |                                                                         |
| 2001 | Kim St-Pierre                                                           | Kanada                                                                  | Karyn Bye                                                               | USA                                                                     | Jennifer Botterill                                                      | Kanada                                                                  | Jennifer Botterill                                                      | Kanada                                                                  |
| 2002 | keine Austragung aufgrund der Olympischen Winterspiele                  | keine Austragung aufgrund der Olympischen Winterspiele                  | keine Austragung aufgrund der Olympischen Winterspiele                  | keine Austragung aufgrund der Olympischen Winterspiele                  | keine Austragung aufgrund der Olympischen Winterspiele                  | keine Austragung aufgrund der Olympischen Winterspiele                  | keine Austragung aufgrund der Olympischen Winterspiele                  | keine Austragung aufgrund der Olympischen Winterspiele                  |
| 2003 | keine WM-Austragung aufgrund der SARS-Epidemie                          | keine WM-Austragung aufgrund der SARS-Epidemie                          | keine WM-Austragung aufgrund der SARS-Epidemie                          | keine WM-Austragung aufgrund der SARS-Epidemie                          | keine WM-Austragung aufgrund der SARS-Epidemie                          | keine WM-Austragung aufgrund der SARS-Epidemie                          | keine WM-Austragung aufgrund der SARS-Epidemie                          | keine WM-Austragung aufgrund der SARS-Epidemie                          |
| 2004 | Kim St-Pierre                                                           | Kanada                                                                  | Angela Ruggiero                                                         | USA                                                                     | Jayna Hefford                                                           | Kanada                                                                  | Jennifer Botterill                                                      | Kanada                                                                  |
| 2005 | Chanda Gunn                                                             | USA                                                                     | Angela Ruggiero                                                         | USA                                                                     | Jayna Hefford                                                           | Kanada                                                                  | Krissy Wendell                                                          | USA                                                                     |
| 2006 | keine Austragung aufgrund der Olympischen Winterspiele                  | keine Austragung aufgrund der Olympischen Winterspiele                  | keine Austragung aufgrund der Olympischen Winterspiele                  | keine Austragung aufgrund der Olympischen Winterspiele                  | keine Austragung aufgrund der Olympischen Winterspiele                  | keine Austragung aufgrund der Olympischen Winterspiele                  | keine Austragung aufgrund der Olympischen Winterspiele                  | keine Austragung aufgrund der Olympischen Winterspiele                  |
| 2007 | Noora Räty                                                              | Finnland                                                                | Molly Engstrom                                                          | USA                                                                     | Hayley Wickenheiser                                                     | Kanada                                                                  | Hayley Wickenheiser                                                     | Kanada                                                                  |
| 2008 | Noora Räty                                                              | Finnland                                                                | Angela Ruggiero                                                         | USA                                                                     | Natalie Darwitz                                                         | USA                                                                     | Noora Räty                                                              | Finnland                                                                |
| 2009 | Charline Labonté                                                        | Kanada                                                                  | Jenni Hiirikoski                                                        | Finnland                                                                | Hayley Wickenheiser                                                     | Kanada                                                                  | Carla MacLeod                                                           | Kanada                                                                  |
| 2010 | keine Austragung aufgrund der Olympischen Winterspiele                  | keine Austragung aufgrund der Olympischen Winterspiele                  | keine Austragung aufgrund der Olympischen Winterspiele                  | keine Austragung aufgrund der Olympischen Winterspiele                  | keine Austragung aufgrund der Olympischen Winterspiele                  | keine Austragung aufgrund der Olympischen Winterspiele                  | keine Austragung aufgrund der Olympischen Winterspiele                  | keine Austragung aufgrund der Olympischen Winterspiele                  |
| 2011 | Noora Räty                                                              | Finnland                                                                | Meaghan Mikkelson                                                       | Kanada                                                                  | Monique Lamoureux-Kolls                                                 | USA                                                                     | Zuzana Tomčíková                                                        | Slowakei                                                                |
| 2012 | Florence Schelling                                                      | Schweiz                                                                 | Jenni Hiirikoski                                                        | Finnland                                                                | Kelli Stack                                                             | USA                                                                     |                                                                         |                                                                         |
| 2013 | Nadeschda Alexandrowa                                                   | Russland                                                                | Jenni Hiirikoski                                                        | Finnland                                                                | Marie-Philip Poulin                                                     | Kanada                                                                  | Marie-Philip Poulin                                                     | Kanada                                                                  |
| 2014 | keine Austragung der Top-Division aufgrund der Olympischen Winterspiele | keine Austragung der Top-Division aufgrund der Olympischen Winterspiele | keine Austragung der Top-Division aufgrund der Olympischen Winterspiele | keine Austragung der Top-Division aufgrund der Olympischen Winterspiele | keine Austragung der Top-Division aufgrund der Olympischen Winterspiele | keine Austragung der Top-Division aufgrund der Olympischen Winterspiele | keine Austragung der Top-Division aufgrund der Olympischen Winterspiele | keine Austragung der Top-Division aufgrund der Olympischen Winterspiele |
| 2015 | Nana Fujimoto                                                           | Japan                                                                   | Jenni Hiirikoski                                                        | Finnland                                                                | Hilary Knight                                                           | USA                                                                     | Hilary Knight                                                           | USA                                                                     |
| 2016 | Emerance Maschmeyer                                                     | Kanada                                                                  | Jenni Hiirikoski                                                        | Finnland                                                                | Hilary Knight                                                           | USA                                                                     | Hilary Knight                                                           | USA                                                                     |
| 2017 | Noora Räty                                                              | Finnland                                                                | Jenni Hiirikoski                                                        | Finnland                                                                | Brianna Decker                                                          | USA                                                                     | Brianna Decker                                                          | USA                                                                     |
| 2018 | keine Austragung der Top-Division aufgrund der Olympischen Winterspiele | keine Austragung der Top-Division aufgrund der Olympischen Winterspiele | keine Austragung der Top-Division aufgrund der Olympischen Winterspiele | keine Austragung der Top-Division aufgrund der Olympischen Winterspiele | keine Austragung der Top-Division aufgrund der Olympischen Winterspiele | keine Austragung der Top-Division aufgrund der Olympischen Winterspiele | keine Austragung der Top-Division aufgrund der Olympischen Winterspiele | keine Austragung der Top-Division aufgrund der Olympischen Winterspiele |
| 2019 | Noora Räty                                                              | Finnland                                                                | Jenni Hiirikoski                                                        | Finnland                                                                | Kendall Coyne Schofield                                                 | USA                                                                     | Jenni Hiirikoski                                                        | Finnland                                                                |
| 2020 | keine Austragung der Top-Division aufgrund der COVID-19-Pandemie        | keine Austragung der Top-Division aufgrund der COVID-19-Pandemie        | keine Austragung der Top-Division aufgrund der COVID-19-Pandemie        | keine Austragung der Top-Division aufgrund der COVID-19-Pandemie        | keine Austragung der Top-Division aufgrund der COVID-19-Pandemie        | keine Austragung der Top-Division aufgrund der COVID-19-Pandemie        | keine Austragung der Top-Division aufgrund der COVID-19-Pandemie        | keine Austragung der Top-Division aufgrund der COVID-19-Pandemie        |
| 2021 | Anni Keisala                                                            | Finnland                                                                | Lee Stecklein                                                           | USA                                                                     | Mélodie Daoust                                                          | Kanada                                                                  | Mélodie Daoust                                                          | Kanada                                                                  |
| 2022 | Nicole Hensley                                                          | USA                                                                     | Daniela Pejšová                                                         | Tschechien                                                              | Taylor Heise                                                            | USA                                                                     | Taylor Heise                                                            | USA                                                                     |
| 2023 | Ann-Renée Desbiens                                                      | Kanada                                                                  | Caroline Harvey                                                         | USA                                                                     | Sarah Fillier                                                           | Kanada                                                                  | Sarah Fillier                                                           | Kanada                                                                  |
| 2024 | Sandra Abstreiter                                                       | Deutschland                                                             | Renata Fast                                                             | Kanada                                                                  | Alex Carpenter                                                          | USA                                                                     | Laila Edwards                                                           | USA                                                                     |